# Visions Fugitives
Visions Fugitives (opus 22) is een verzameling van twintig korte pianostukjes door de Russische componist Sergej Prokofjev.

## Titel
De werken droegen aanvankelijk de naam Vluchtigheden (Mimoljotnosti). Prokofjev ontleende deze naam aan een sneldicht van een kennis, de dichter Konstantin Balmont:
Elke vluchtigheid een wereldbestel
Vol veranderlijk en kleurrijk spel.
In het revolutiejaar 1917 bracht Prokofjev in augustus een bezoek aan Kira Nikolajevna, een vriendin van Balmont, die daar ook aanwezig was. Daar speelde Prokofjev zijn Eerste Pianoconcert voor, evenals een aantal Vluchtigheden. Prokofjev vroeg of Balmont - die overigens de stukken prachtig vond - de titel Vluchtigheden wel vond passen bij de stukken. Kira Nikolajevna stelde voor de titel naar het Frans te vertalen: Visions Fugitives.

## Receptie
Prokofjev speelde na uitvoeringen van zijn pianoconcerten vaak een Vision Fugitive als toegift. Na een groots applaus voor de pianoconcerten was, volgens Prokofieves dagboek, het applaus voor een Vision fugitive vaak wat minder. Het modernistische karakter van de stukken kon het publiek soms in verwarring brengen.
Wat de Nederlandse concertpraktijk had Prokofiev zich echter niet zoveel zorgen hoeven te maken. In het in die jaren niet al te progressieve Nederland werden de Visions fugitives gedurende de periode 1926-1941 steeds gunstig beoordeeld, en werd nergens melding gemaakt van onbegrepen modernisme: ' ... Visions fugitives, frappant geniale schetsjes, waarin logiek, uiterste en koele consequentie, spiritueele visie, scherpe concentratie, vaste bouw, een karakter vormen.'
De officiële première van de 20 Visions Fugitives vond plaats in Petrograd (St. Petersburg) op 15 april 1918.

## De Visions Fugitives
De namen van de Visions Fugitives geven het tempo van het stuk aan, of drukken de bedoelde sfeer van het stuk aan.
1. Lentamente
2. Andante
3. Allegretto
4. Animato
5. Molto giocoso
6. Con eleganza
7. Pittoresco (Arpa)
8. Commodo
9. Allegro tranquillo
10. Ridicolosamente
11. Con vivacità
12. Assai moderato
13. Allegretto
14. Feroce
15. Inquieto
16. Dolente
17. Poetico
18. Con una dolce lentezza
19. Presto agitaissimo e molto accentuato
20. Lento irrealmente